# وولکوو
وولکوو (به آلمانی: Wulkow) یک منطقهٔ مسکونی در آلمان است که در یریشو واقع شده‌است.
 وولکوو  ۴۰۲ نفر جمعیت دارد.